# John Dean (advogado)

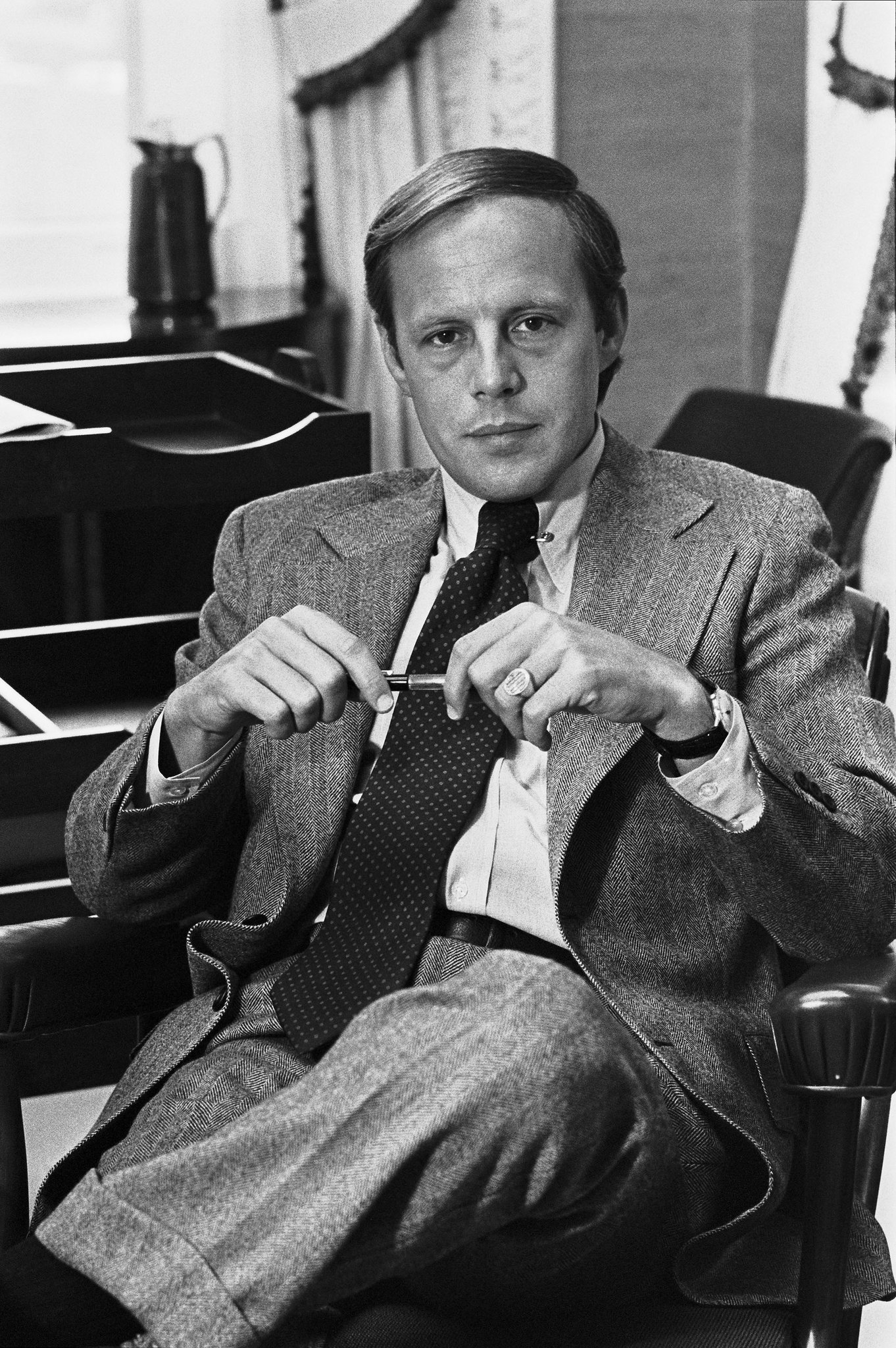
Retrato fotográfico de John Dean como conselheiro da Casa Branca

John Wesley Dean III (nascido em 14 de outubro de 1938) é um ex-advogado norte-americano que serviu como conselheiro da Casa Branca para o presidente dos Estados Unidos, Richard Nixon, de julho de 1970 a abril de 1973.

## Carreira
Dean é conhecido por seu papel no encobrimento do escândalo Watergate e seu depoimento subsequente ao Congresso como testemunha. Sua confissão de culpa por um único crime em troca de se tornar uma testemunha-chave para a acusação acabou resultando em uma sentença reduzida, que ele cumpriu em Fort Holabird, nos arredores de Baltimore, Maryland.
Pouco depois das audiências de Watergate, Dean escreveu sobre suas experiências em uma série de livros e viajou pelos Estados Unidos para dar palestras. Mais tarde, ele se tornou um comentarista de política contemporânea, autor de livros e colunista.
Dean tinha sido originalmente um proponente do conservadorismo de Goldwater, mas depois se tornou um crítico do Partido Republicano. Dean tem sido particularmente crítico em relação ao apoio do partido aos presidentes George W. Bush e Donald Trump, e ao neoconservadorismo, forte poder executivo, vigilância em massa e a Guerra do Iraque.

## Publicações
- Dean, John W. (1976). Blind Ambition: The White House Years. New York: Simon and Schuster. ISBN 0-671-22438-7
- Dean, John W. (1982). Lost Honor: The Rest of the Story. Los Angeles: Stratford Press. ISBN 0-936906-15-4
- Dean, John W. (2001). The Rehnquist Choice: The Untold Story of the Nixon Appointment that Redefined the Supreme Court. New York: Free Press. ISBN 0-7432-2607-0
- Dean, John W. (2002). Unmasking Deep Throat. [S.l.]: Salon Media. ISBN 0-9721874-1-3
- Dean, John W. (2004). Warren G. Harding (The American Presidents). New York: Times Books. ISBN 0-8050-6956-9John Dean em 2008 na conferência anual da Sociedade de Arquivistas Americanos.

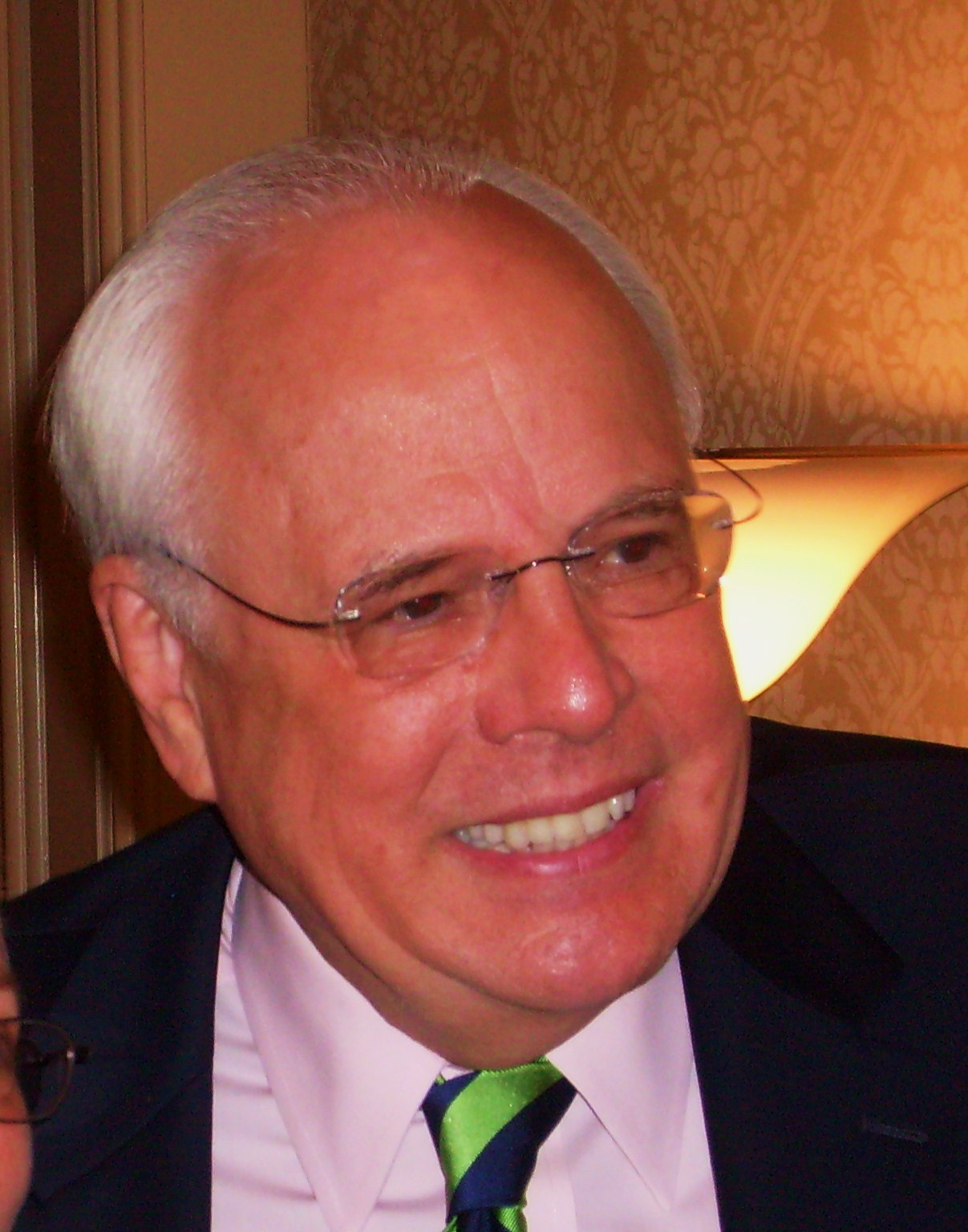
John Dean em 2008 na conferência anual da Sociedade de Arquivistas Americanos.

- Dean, John W. (2004). Worse than Watergate: The Secret Presidency of George W. Bush. New York: Little, Brown. ISBN 0-316-00023-X
- Dean, John W. (2006). Conservatives without Conscience. New York: Viking Adult. ISBN 0-670-03774-5
- Dean, John W. (2007). Broken Government: How Republican Rule Destroyed the Legislative, Executive and Judicial Branches. New York: Viking Adult. ISBN 978-0-670-01820-8
- Dean, John W.; Barry M. Goldwater, Jr. (2008). Pure Goldwater. New York: Palgrave Macmillan. ISBN 978-1-4039-7741-0
- Dean, John W. (2009). Blind Ambition: The Updated Edition: The End of the Story. New York: Polimedia. ISBN 978-0-9768617-5-1
- Dean, John W. (2014). The Nixon Defense: What He Knew and When He Knew It. New York: Viking. ISBN 978-0-670-02536-7
- Dean, John W. (2020). Authoritarian Nightmare: Trump and His Followers. New York: Melville House. ISBN 978-1-6121990-5-4